# 南开大学主楼

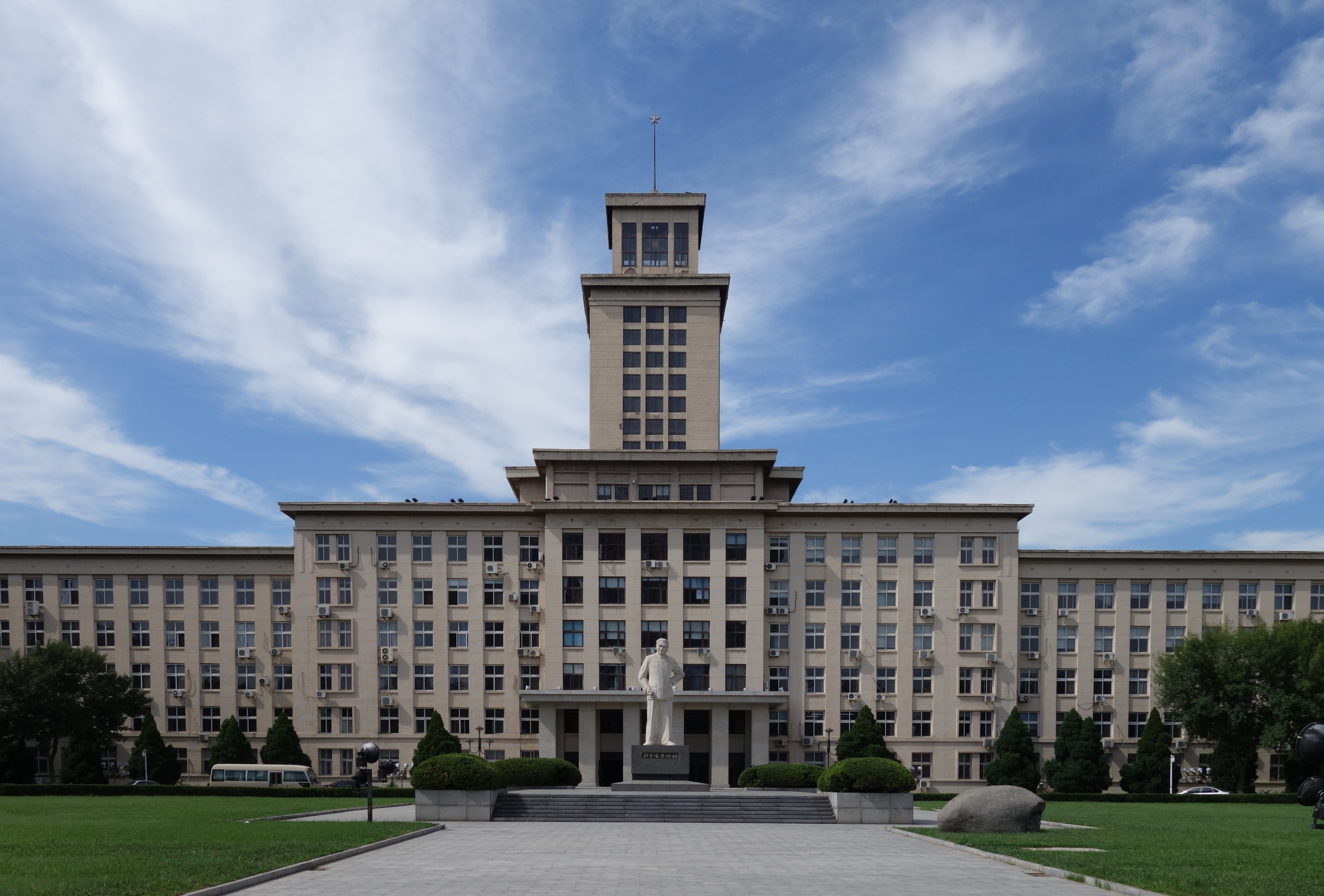
南开大学主教学楼

南开大学主楼，又称南开大学中心教学楼，由中华人民共和国建筑工程部天津工业建筑设计院设计，建筑设计主持人庞瑞、刘润身。1963年建成，主楼的设计沿中轴对称，气势雄伟，结构形式主体6层，局部12层，混合结构。2003年，主楼又进行了大规模的装修和翻新。广场中间巍然挺立的周恩来总理雕像高大而伟岸。 2009年3月，入选天津十大标志性建筑。